# Église Saint-Pierre-et-Saint-Paul de Dompierre-les-Églises
Pour les articles homonymes, voir Église Saint-Pierre-et-Saint-Paul.
L'église Saint-Pierre-et-Saint-Paul est une église catholique située à Dompierre-les-Églises, en France.
L'édifice est situé dans le département français de la Haute-Vienne, sur la commune de Dompierre-les-Églises.

## Historique
L'église date du XVe siècle.
Son clocher est inscrit au titre des monuments historiques le 16 juillet 1925.